# إليزابيث أندرياسن
إليزابيث أندرياسن (بالنرويجية: Elisabeth Andreassen) (و. 1958  م) هي مغنية، وعازفة بيانو من النرويج، والسويد، ولدت في غوتنبرغ، شاركت في مسابقة الأغنية الأوروبية 1996، ومسابقة الأغنية الأوروبية 1985، ومسابقة الأغنية الأوروبية 1994، ومسابقة الأغنية الأوروبية 1982.

## وصلات خارجية
- إليزابيث أندرياسن على موقع IMDb (الإنجليزية)
- إليزابيث أندرياسن على موقع روتن توميتوز (الإنجليزية)
- إليزابيث أندرياسن على موقع ميوزك برينز (الإنجليزية)
- إليزابيث أندرياسن على موقع قاعدة بيانات الأفلام السويدية (السويدية)
- إليزابيث أندرياسن على موقع أول ميوزيك (الإنجليزية)
- إليزابيث أندرياسن على موقع ديسكوغز (الإنجليزية)
- إليزابيث أندرياسن على موقع قاعدة بيانات الفيلم (الإنجليزية)

- إليزابيث أندرياسن في قاعدة بيانات الأفلام على الإنترنت